# Disidente (banda)
Disidente es una banda de rock and roll con reminiscencias grunge formada en el año 1999 en la ciudad de Guadalajara, México. La banda estaba conformada inicialmente por los hermanos Alejandro y Pedro Mendoza en las guitarras, en el bajo Nacho Nájar y en la batería César Quirarte, sin embargo, estos dos últimos abandonaron la banda dos años después y fueron sustituidos por los hermanos Gustavo y Hugo Muñoz.

## Historia
Disidente participó en un evento del Hard Rock Live en la ciudad de Guadalajara en el año 2000, evento en el cual el tema "Reciclar" les dio la victoria, tema que vendría en su primer demo del mismo nombre.
En el año 2001, César Quirarte y Nacho Nájar deciden abandonar la banda y fueron reemplazados por los hermanos Muñoz, Hugo y Gustavo, con quienes se ensambló la alineación de la banda actual. En ese año grabaron varios demos, tomando algunos para incluirlos en su álbum "...y si tuviera disquera". En el año 2004 Disidente llegó a la radio en Guadalajara con el demo de "Gasolina", el cual tuvo la aceptación del público.
El álbum debut "...y si tuviera disquera" fue grabado de manera independiente a mediados del 2004 en los estudios "Remi" de la ciudad de Guadalajara, México. 
En abril de 2006 la banda editó un DVD en vivo titulado "Fin del mundo en un día normal", grabado durante la feria "Zapopum!" en Zapopan, Jalisco. La cinta presenta al cuarteto interpretando los temas de su álbum debut, …Y si tuviera disquera, en un concierto realizado el 22 de noviembre de 2005. [cita requerida]
A principios del 2007 editó el primer CD compilado MySpace México.[cita requerida]
En agosto de 2007 la banda editó el segundo disco Judas en el que reafirmaron el estilo característico de la banda. El álbum fue grabado de manera independiente bajo la producción de Aldo Muñoz en los estudios REMI (Guadalajara). En el 2008 Disidente editó la edición especial en disco doble Judas también bajo el sello de Peach Discos que incluye todo el disco Judas y algunos lados B y vídeos de la banda. 
A mediados del 2009 lanzaron a la venta un EP en formato digital llamado Lobo, que fue grabado y producido totalmente por la banda.
A finales del 2011, después de más de 2 años de trabajo, finalmente lanzaron su tercer disco de larga duración titulado Antorcha, el cual fue grabado y producido por la banda en "Punto B Estudio" con ayuda del Ing. Hernández Cortes (Caníbales). El disco fue grabado de la forma más análoga posible, y a causa de ser producido por la banda, decidieron darle el estilo que siempre han querido tener, pesado, crudo y básico. Esto contrastó con sus discos anteriores enmarcándose en la escena del Stoner rock mexicano, junto con bandas como Apolo mx o Hielo negro.
Han realizado varios conciertos en los que han alternado con bandas internacionales como: Café Tacvba, Molotov (México), Cuca (México) Attaque 77(Argentina), Babasónicos (Argentina), The Sounds (Suecia) The Mars Volta, The Bravery, Incubus y Smashing Pumpkins por mencionar algunos y en festivales como Vive Latino 2006-2008 y 2012-, Corona Music Fest, Rockcarga, y el Festival de Música 212RMX https://web.archive.org/web/20110709125932/http://www.rmx.com.mx/main/ en Guadalajara entre otros.

## Discografía

### Álbumes y DVD
- y si tuviera disquera (2004)
- Fin del Mundo en un Día Normal (En Vivo) (2006)
- Judas (2007) (Edición Especial 2008)

- Antorcha (2011)

- Escandinavia (2014)

- Hasta Siempre Vol. 1 y 2. Concierto grabado en la ciudad de Guadalajara (2018)

- Gracias por el Rock N´ Roll (2022)

### EP
- Lobo (2009)

- Universo (2016)

### Demos
- "Reciclar [Demo 1)" (2000)
- "Reciclar (Demo 2)" (2001)
- "Polyvinil (demo)" (2002)
- "Cuarto de ensayo Soundtrack (demo)" (2002)
- "Tour... y si tuviera disquera (canciones 2000-2002)(Lp en vivo)" (2003)
- "Judas (demo)" (2006)
- "Lobo (demo)" (2010)

### Compilaciones
- "Sol Radiante 1010 am '04" (en vivo) - Gasolina
- "La Otra navidad" - Diciembre
- "Sol Radiante 1010 am '05" (en vivo)- Soy feliz
- "CD MySpace Mexico" - Diablo

## Integrantes

### Formación actual
- Alejandro Mendoza Voz, guitarra (1999-presente)

- Pedro Mendoza Guitarra (1999-presente)

- Gustavo Muñoz Batería (2001-presente)

- Hugo Muñoz Bajo, Coros (2001-presente)

### Exintegrantes
- César Quirarte Batería (1999-2001)
- Nacho Nájar Bajo (1999-2001)